# جون هيوز (قسيس)
جون هيوز (بالإنجليزية: John Hughes)‏ هو قسيس بريطاني، ولد في 30 يناير 1935، وتوفي في 19 أغسطس 1994.